# إن إيه-5 (دير بالا)
إم إيه-5 (دير بالا) (بالأردوية: این اے-5، دیر بالا)‏ هي دائرة انتخابية للمجلس الوطني في باكستان. وهي تضم مقاطعة دير بالا. كانت تعرف سابقا باسم إم إيه-33 (دير بالا ودير زيرين) من 1977 إلى 2018 وكانت تضم مقاطعة دير زيرين أيضُا. وم تغيير اسمها إلى إم إيه-5 (دير بالا) بعد ترسيم الحدود في عام 2018.

## وصلات خارجية
- نتيجة الانتخابات الموقع الرسمي